# Walter Kaminsky
Walter Kaminsky (Hamburgo, 7 de maio de 1941 – 23 de novembro de 2024) foi um químico alemão.
Pesquisa polimerização de olefinas e também reciclagem de plásticos. Descobriu a alta atividade das misturas metaloceno/metaluminoceno do grupo 4 como catalisador para polimerização de olefinas em 1980.
Recebeu, entre outros prêmios, a Medalha Benjamin Franklin de 1999 e o prêmio Hermann Staudinger de 2002.
Kaminsky nasceu em Hamburgo, Alemanha, e estudou química na Universidade de Hamburgo, onde foi professor de Química Técnica e Macromolecular desde 1979.

## Morte
Kaminsky morreu no dia 23 de novembro de 2024, aos 83 anos.

## Publicações selecionadas
- Entsorgung von ölhaltigen Sonderabfällen nach dem Hamburger Pyrolyseverfahren. Verlag Erich Schmidt, Berlin 1990, ISBN 978-3-503-02897-9.
- Feedstock recycling and pyrolysis of waste plastics. Wiley, Chichester 2006, ISBN 0-470-02152-7 (com John Scheirs).
- Metallorganic catalysts for synthesis and polymerisation. Recent results by Ziegler-Natta and metallocene investigations. Springer, Berlin 1999, ISBN 3-540-65813-0.
- Olefin Polymerization. Selected Contributions from the Conference in Hamburg (Germany), October 10-12 2005 (Macromolecular Symposia). Wiley-VCH, Weinheim 2006, ISBN 978-3-527-31742-4.
- "Lebende Polymere" bei Ziegler-Katalysatoren extremer Produktivität H. Sinn, W. Kaminsky, H. J. Vollmer, R. Woldt, Angew. Chem.,1980, 92, 396.